# Знаменське (Торопецький район)
Знаменське (рос. Знаменское) — присілок в Торопецькому районі Тверської області Російської Федерації.
Населення становить 74 особи. Входить до складу муніципального утворення Понизовське сільське поселення.

## Історія
Від 2005 року входить до складу муніципального утворення Понизовське сільське поселення.

## Населення
| 1989 | 2010 |
| ---- | ---- |
| 124  | ↘74  |